# Amber Valletta
Amber Evangeline Valletta (Phoenix, Arizona, 1974. február 9. –) amerikai divatmodell, színésznő.
Karrierjét modellként kezdte, tizennyolc évesen került először az amerikai Vogue magazin címlapjára. Az 1990-es években szupermodell státuszt ért el, együtt dolgozott többek között Giorgio Armanival és Elizabeth Arden kozmetikai cégével, továbbá a Chanel, a Louis Vuitton, a Prada, a Valentino, a Gucci, a Calvin Klein és a Versace divatcégekkel. 1995 és 1996 között Valletta barátjával, a szintén modell Shalom Harlow-val az MTV House of Style című műsorának házigazdája volt.
A 2000-es években kezdett a modellkedés mellett színészettel is foglalkozni, első szerepét a Drop Back Ten (2000) című filmben kapta. A 2005-ös A randiguru című film mellékszerepével vált ismertté, majd olyan filmekben volt látható, mint A szállító 2. (2005), Egy férfi naplója (2006), Halálos hallgatás (2007), Gamer – Játék a végsőkig (2009) és Kém a szomszédban (2010). 2011-ben televíziós szerepekre váltott, az ABC Bosszú című sorozatában egy visszatérő szereplőt alakít, 2015-ben a Blood and Oil című sorozatban pedig állandó szereplőként tűnt fel.

## Színészi pályafutása
Első filmszerepét a 2000-es Drop Back Ten című vígjátékban kapta, ugyanebben az évben mellékszerepet játszott a Robert Zemeckis által rendezett Temetetlen múlt című thrillerben, Harrison Ford és Michelle Pfeiffer mellett. Szintén 2000-ben Nicolas Cage-dzsel közösen szerepelt a Segítség, apa lettem! című vígjátékban. 2003-ban a Danny DeVito rendezte Jószomszédi iszony című filmben volt látható, melynek főszereplője Ben Stiller és Drew Barrymore, 2004-ben a Kisanyám, avagy mostantól minden más című vígjáték-drámában alakított Kate Hudson, Hayden Panettiere, Abigail Breslin és Helen Mirren oldalán.
Valletta első nagyobb szerepe Allegra Cole volt Andy Tennant romantikus vígjátékában, A randiguruban. A 2005 februárjában megjelent film jegybevételi és kritikai szempontból is sikeres lett. A színésznő a szintén 2005-ös A szállító 2. című akciófilmben egy elrabolt kisfiú édesanyját alakította, a 2006-os Csalás és ámítás című független filmben Michael Keatonnal és Brendan Fraserrel együtt szerepel. 2007-ben feltűnt a Halálos hallgatás című horrorfilmben és a Megérzés című filmben, melynek Sandra Bullock volt a főszereplője, mellékszerepet játszott. Még ebben az évben Valletta főszerepet is kapott, a My Sexiest Year című független filmben.
2009-ben szerepelt Gerard Butlerrel közösen a Gamer – Játék a végsőkig című sci-fiben, de a film negatív kritikákat kapott. 2010-ben a Kém a szomszédban című vígjátékban kapott szerepet, Jackie Chan, George Lopez és Billy Ray Cyrus színészekkel közösen; a filmben Gilliant, Jackie Chan karakterének szerelmét alakítja. 2011-ben, legutóbbi filmes szerepében a Girl Walks into a Bar című filmben volt látható.
2011-ben Valletta visszatérő szerepben az előkelő Lydia Davist formálta meg az ABC Bosszú című szappanoperájában. 2014-ben állandó szereplőként a TNT Legends – Beépülve című sorozatában a Sean Bean által alakított szereplő exfeleségét játszotta. 2015-ben a rövid életű, szintén ABC sorozatban, a Blood & Oil-ban Carla Briggs-et, az olajmágnás Hap Briggs (Don Johnson) üzlettársát és feleségét formálta meg.

## Filmográfia

### Film
| Év   | Magyar cím                           | Eredeti cím                      | Szerep                  | Magyar hang        |
| ---- | ------------------------------------ | -------------------------------- | ----------------------- | ------------------ |
| 1995 |                                      | Unzipped                         | önmaga (dokumentumfilm) |                    |
| 2000 |                                      | Drop Back Ten                    | Mindy Deal              |                    |
| 2000 | Temetetlen múlt                      | What Lies Beneath                | Madison Elizabeth Frank |                    |
| 2000 | Segítség, apa lettem!                | The Family Man                   | Paula                   | Holló Orsolya      |
| 2001 | Parfüm                               | Perfume                          | Blair                   |                    |
| 2001 |                                      | Hysteria – The Def Leppard Story | Lorelei Shellist        |                    |
| 2001 | Kiskrapek visszavág                  | Max Keeble's Big Move            | Ms. Dingman             |                    |
| 2003 | Jószomszédi iszony                   | Duplex                           | Celine                  |                    |
| 2004 | Kisanyám, avagy mostantól minden más | Raising Helen                    | Martina                 |                    |
| 2005 | A randiguru                          | Hitch                            | Allegra Cole            | Ruttkay Laura      |
| 2005 | A szállító 2.                        | Transporter 2                    | Audrey Billings         | Hámori Eszter      |
| 2006 | Egy férfi naplója                    | Man About Town                   | Brynn Lilly             | Mezei Kitty        |
| 2006 | Csalás és ámítás                     | The Last Time                    | Belisa                  | Hámori Eszter      |
| 2007 | Halálos hallgatás                    | Dead Silence                     | Ella                    | Németh Kriszta     |
| 2007 | Megérzés                             | Premonition                      | Claire                  | Sánta Annamária    |
| 2007 |                                      | My Sexiest Year                  | Marina                  |                    |
| 2008 |                                      | Days of Wrath                    | Jane Summers            |                    |
| 2009 | Gamer – Játék a végsőkig             | Gamer                            | Angie                   | Pálfi Kata         |
| 2010 | Kém a szomszédban                    | The Spy Next DoorW               | Gillian                 | Nagy-Kálózy Eszter |
| 2011 |                                      | Girl Walks into a Bar            | Camilla                 |                    |

### Televízió
| Év        | Magyar cím                  | Eredeti cím                   | Szerep          | Megjegyzések                    |
| --------- | --------------------------- | ----------------------------- | --------------- | ------------------------------- |
| 1995–1996 |                             | House of Style                | önmaga          | házigazda                       |
| 2004      |                             | Lucky                         | Sarah           | 1 epizód                        |
| 2005      | Punk’d – SztÁruló           | Punk’d                        | önmaga          | 1 epizód                        |
| 2011–2014 | Bosszú                      | Revenge                       | Lydia Davis     | visszatérő szereplő (14 epizód) |
| 2014      | Legends – Beépülve          | Legends                       | Sonya Odum      | állandó szereplő (10 epizód)    |
| 2015      | Vérmes négyes               | Hot in Cleveland              | Ashley          | 1 epizód                        |
| 2015      |                             | Blood & Oil                   | Carla Briggs    | állandó szereplő (10 epizód)    |
| 2018      |                             | Movie Night With Karlie Kloss | önmaga          | 1 epizód                        |
| 2019      | RuPaul – Drag Queen leszek! | RuPaul's Drag Race            | vendég zsűritag | 1 epizód                        |

## Fordítás
Ez a szócikk részben vagy egészben  az   Amber Valletta című angol Wikipédia-szócikk fordításán alapul.  Az eredeti cikk szerkesztőit annak laptörténete sorolja fel. Ez a jelzés csupán a megfogalmazás eredetét és a szerzői jogokat jelzi, nem szolgál a cikkben szereplő információk forrásmegjelöléseként.